# 이웅모
이웅모(李雄模, 1954년 ~ , 서울)는 대한민국의 언론인이며 2015년부터 SBS미디어홀딩스 대표이사 사장으로 재직 중이다.

## 출신 학교
- 1970년 ~ 1973년 : 덕수상업고등학교
- 1974년 ~ 1979년 : 고려대학교 신문방송학 학사

## 주요 경력
- 1978년 ~ 1980년 : TBC 라디오 편성국
- 1980년 ~ 1993년 : KBS 기획제작국 차장
- 1994년 ~ 2007년 : SBS 제작본부 교양국 국장
- 2007년 ~ 2009년 : SBS 아트텍 대표이사 사장
- 2009년 ~ 2011년 : SBS 방송지원본부장
- 2011년 ~ 2013년 11월 : SBS 보도본부장
- 2013년 12월 ~ 2015년 11월 : SBS 대표이사 사장
- 2013년 12월 ~ 2014년 7월 : 제19대 한국방송협회 회장
- 2014년 7월 ~ 2015년 11월 : 한국방송협회 부회장
- 2015년 11월 : SBS미디어홀딩스 사장
- 2016년 3월 ~ 2018년 3월 : SBS미디어홀딩스 대표이사 사장

## 수상 경력
- 2015년 : 제21회 장한 고대언론인상